# ديريك فرناندو دا سيلفا
ديريك فرناندو دا سيلفا (بالبرتغالية: Derick Fernando da Silva‏) هو لاعب كرة قدم برازيلي، ولد في 16 مايو 2002 في سانتوس في البرازيل.

## وصلات خارجية
- ديريك فرناندو دا سيلفا على موقع قاعدة بيانات كرة القدم.إي يو (الإنجليزية)
- ديريك فرناندو دا سيلفا على موقع Soccerway.com (الإنجليزية)